# 6667 Sannaimura
6667 Sannaimura eller 1994 EK2 är en asteroid i huvudbältet som upptäcktes den 14 mars 1994 av de japanska astronomerna Yoshio Kushida och Osamu Muramatsu vid Yatsugatake-Kobuchizawa-observatoriet. Den är uppkallad efter den japanska byn Sannaimura.
Asteroiden har en diameter på ungefär 6 kilometer.